# X 240
,,,
Les X 240 sont deux autorails livrés en 1983 et 1984 pour la ligne à voie métrique du Blanc à Argent (BA).
Modernisés en 1991 puis en 2009-2010, ils cessent toute circulation en 2015 lorsque le dispositif automatique d'arrêt des trains (DAAT), dont ils ne sont pas équipés, entre en service sur la ligne. Ces deux autorails sont alors confiés au Train du Bas-Berry qui leur attribue des marches touristiques sur une partie de la ligne qui n'est plus en exploitation commerciale.

## Histoire
La fabrication des X 240 traduit la volonté des exploitants de la ligne (Compagnie des transports de l'Indre) et les autorités de tutelle (SNCF et collectivités territoriales) de re-dynamiser le réseau du BA à un moment où son avenir semble compromis. Déclinaison des X 5000 des chemins de fer de Corse, ces autorails offrent, au moment de leur mise en service, une amélioration sensible du confort pour leurs passagers et de meilleures performances en ligne. Ils ne sont surclassés que dans les années 2000 par l'arrivée des X 74500. Ils sont retirés du service en 2015 en raison de leur inadaptation aux nouvelles contraintes de sécurité sur la ligne et mis à la disposition du Train du Bas-Berry.

## Caractéristiques

### Caractéristiques générales
Les X 240  se présentent comme une évolution des X 5000 des CFC (livraison 1980-1981) adaptée aux conditions d'exploitation de la ligne du BA. Faisant appel à des structures et des éléments déjà éprouvés, le temps consacré à leurs essais et mise au point est réduit.
La caisse est construite par Socofer et l'assemblage de tous les éléments est assuré par les ateliers CFD de Montmirail.

### Bogies
La caisse repose sur deux bogies à deux essieux chacun, de conception identique mais l'un est moteur et l'autre porteur. La suspension comporte deux étages : plots de caoutchouc et coussins pneumatiques. Un poste de conduite est installé à chaque extrémité de l'autorail, du côté gauche dans le sens de la marche.

### Motorisation
La chaîne de traction est composée d'un moteur diesel Poyaud délivrant une puissance de 177 kW. Il entraîne une transmission hydraulique Voith T 211 R, sa partie moteur est reliée aux essieux par des arbres à cardans. Cet ensemble est disposé sous la caisse. Les équipements pneumatiques et électriques autorisent le couplage des X 240 entre eux, avec des X 210 ou des X 74500 plus récents ; ils peuvent également tracter deux remorques.

### Aménagement
Un compartiment unique accueille 52 passagers assis en classe unique non fumeurs, sur des sièges individuels disposés par deux de part et d'autre d'un couloir central. Ce compartiment est chauffé par des aérothermes. Une plateforme à une extrémité et une case à l'autre accueillent les bagages.

## Dépôt titulaire et carrière
Mis en service début 1984 après une période d'essais commencée en décembre 1983 mais d'une courte durée car ces autorails utilisent des techniques déjà éprouvées en Corse, les X 240 sont affectés, pour toute la durée de leur carrière, à l'établissement de maintenance et de traction de Romorantin. Ils circulent entre Luçay-le-Mâle et Salbris. Bien qu'ils puissent atteindre la vitesse de 85 km/h, ils sont limités à 70 km/m, vitesse maximale permise par l'infrastructure de la voie. Leur construction se traduit par un niveau de confort accru pour les passagers de la ligne du BA. Elle intervient au moment où une partie de cette ligne est désaffectée (Buzançais - Luçay-le-Mâle) avec réaffectation des économies engendrées dans l'investissement en nouveau matériel ; dans le même temps, la SNCF s'engage à améliorer les conditions d'exploitation du BA, notamment par des meilleures correspondances à Salbris.
En 1991, la ligne du BA est intégrée au réseau TER Centre. À cette occasion, les X 240 et les autres autorails en service reçoivent une livrée blanche et bleu Isabelle.
La rénovation de ces deux autorails avec réaménagement des intérieurs et adoption de la livrée TER bleue et grise, initialement programmée en 2003, a en fait lieu en 2009-2010.
Alors que cette rénovation pouvait leur assurer une durée de vie résiduelle d'une quinzaine d'années, la mise en service du dispositif automatique d'arrêt des trains (DAAT) sur la ligne du Blanc à Argent le 18 juin 2015 a pour conséquence l'arrêt définitif de ces deux autorails qui ne peuvent pas être équipés de ce dispositif. C'est le X 241 qui est le dernier à circuler le 13 juin.
Ces deux autorails sont confiés au Train du Bas-Berry et transférés le 20 février 2019.

Livrées successives des X 240.
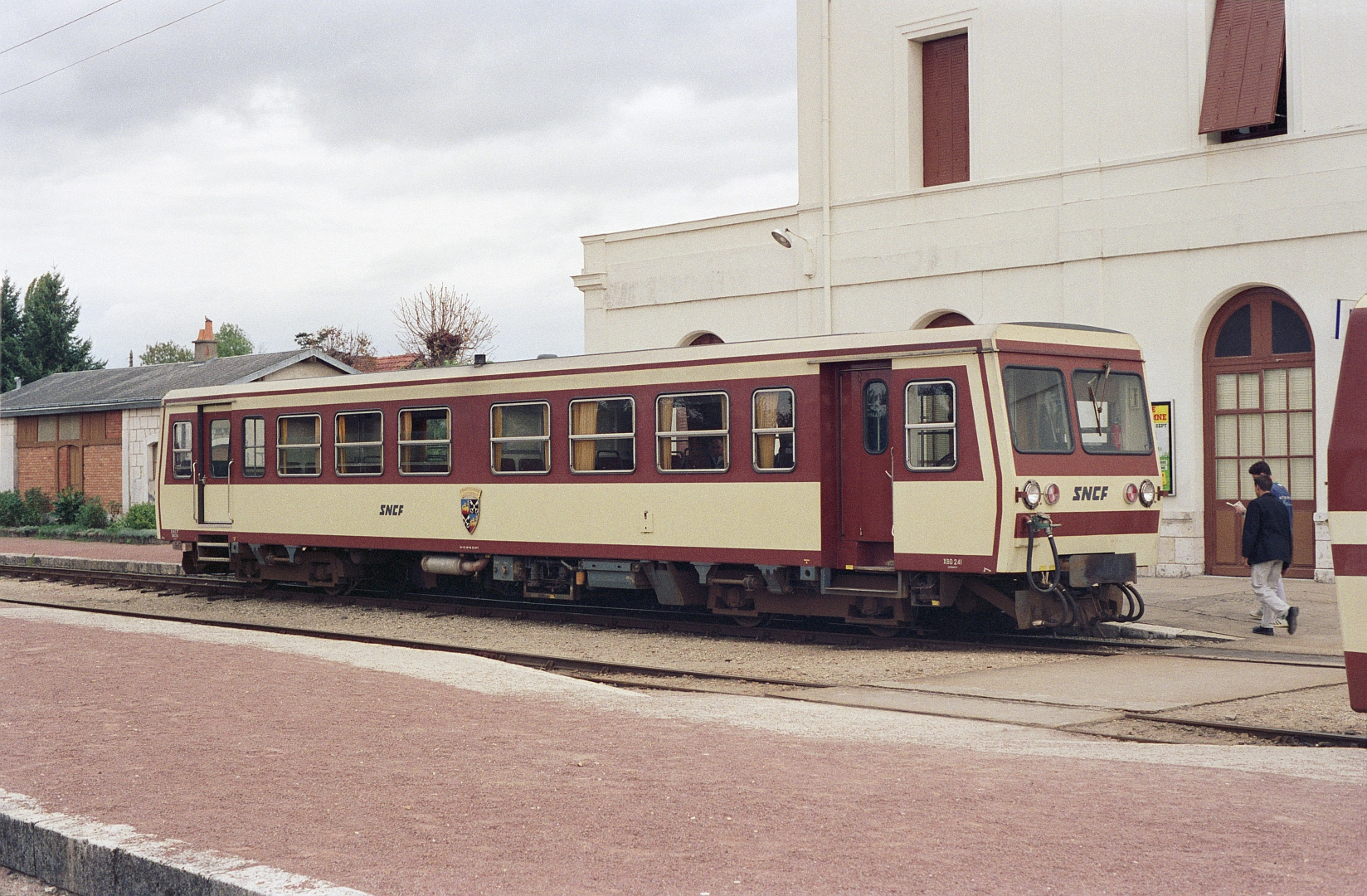
Livrée BA d'origine.
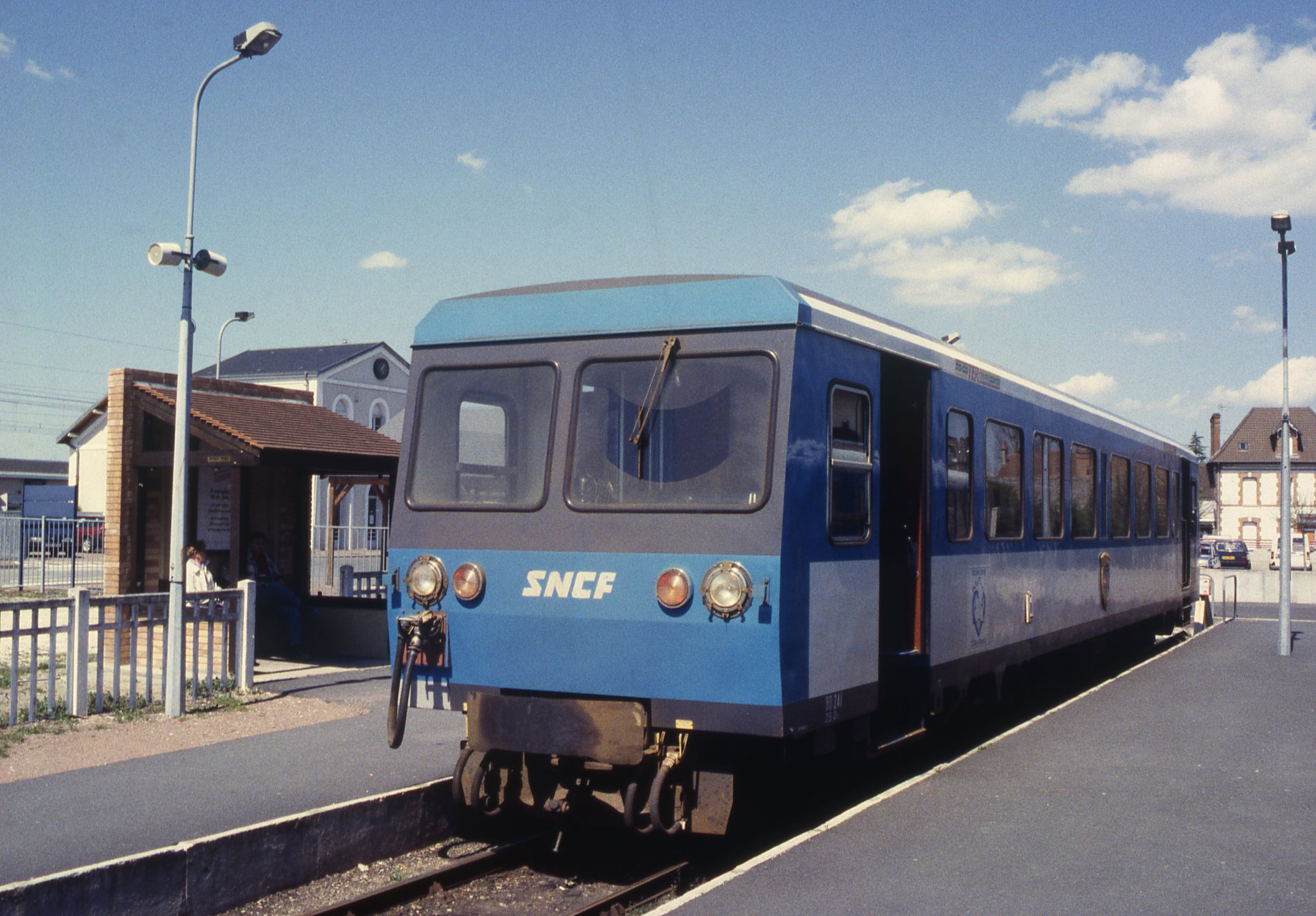
Livrée TER 1991.
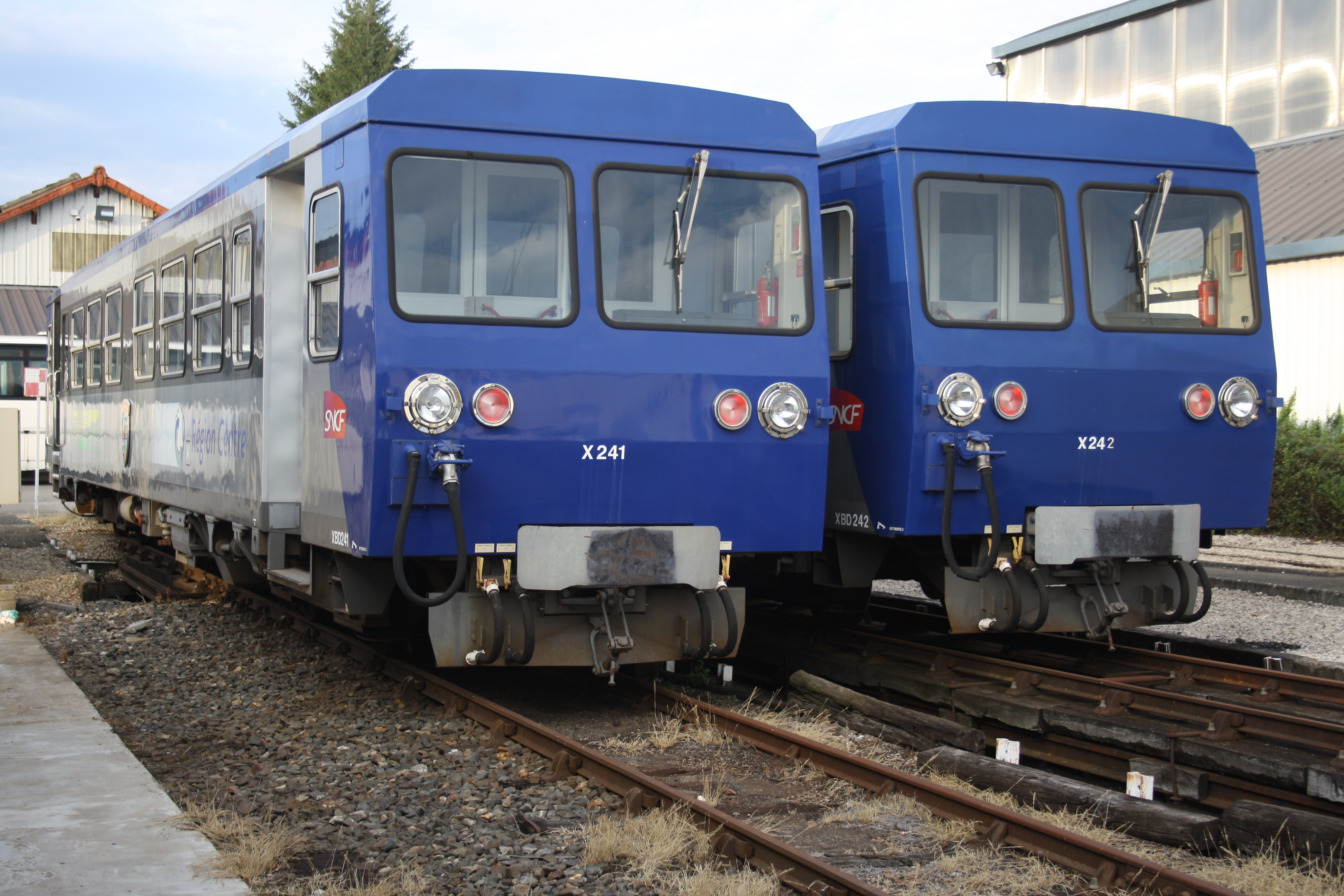
Livrée TER 2010.